# 賴比瑞亞刺鰍
賴比瑞亞刺鰍為輻鰭魚綱合鰓目刺鰍亞目刺鰍科的其中一種，分布於非洲甘比亞至賴比瑞亞的淡水流域，體長可達36.8公分，棲息在中底層水域，屬肉食性，可做為食用魚。